# Жёлтый дом (картина Ван Гога)
«Жёлтый дом» (нидерл. Het gele huis) — картина известного нидерландского художника Винсента Ван Гога. Она была написана в сентябре 1888 года в Арле.

## История
Давней мечтой Ван Гога было создать такой союз художников, где все художники-единомышленники могли бы жить вместе и свободно творить. С мая 1888 года Ван Гог снимал четыре комнаты в правом крыле жёлтого дома на площади Ламартин в Арле. Он даже специально отремонтировал все комнаты. Винсент писал об этом следующим образом: «Хочу, чтобы это был настоящий дом для художников, но чтобы никаких ценностей в нём не было, совершенно никаких ценностей — даже наоборот, но чтобы всё от стула до картины имело бы особый характер». В своей мастерской Ван Гог пишет картину «Жёлтый дом» («Улица») и описывает её в письме к брату Тео: «В этом такая мощь — жёлтые дома, освещённые солнцем… Дом слева — розовый с зелёными ставнями, стоящий в тени дерева, а там — ресторан, куда я каждый день хожу есть. Мой приятель — почтальон — живёт в конце улицы, слева, между двумя железнодорожными мостами». Картина никогда не покидала имения художника. С 1962 года она находится во владении Фонда Винсента ван Гога, основанного Винсентом Виллемом ван Гогом, племянником художника, и на постоянной основе предоставлена в аренду Музею Ван Гога в Амстердаме. Сам Желтый дом больше не существует. Он был сильно поврежден во время Второй мировой войны, а затем снесен.

## Галерея

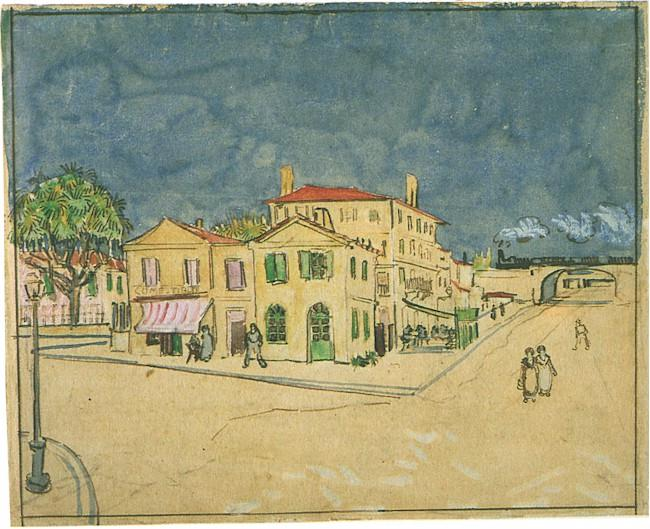
«Жёлтый дом», акварель Ван Гога, 1888
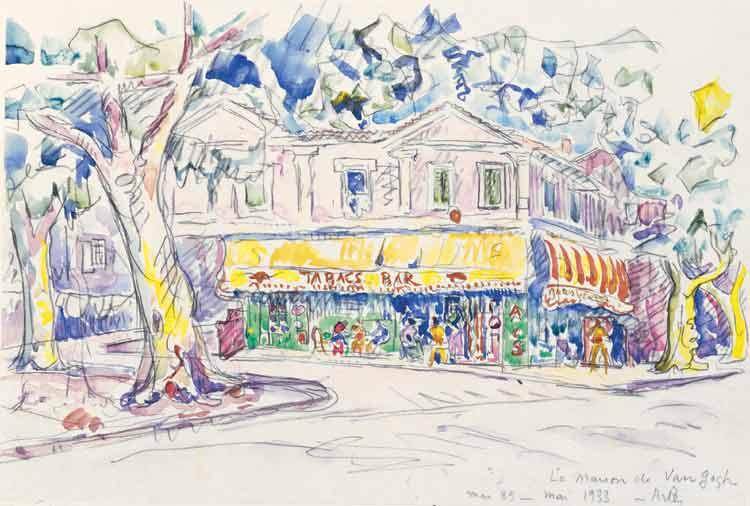
«Дом Ван Гога», акварель Поля Синьяка, 1932